# Holealur, Ron
Holealur là một làng thuộc tehsil Ron, huyện Gadag, bang Karnataka, Ấn Độ.